# Kyknos (Sohn des Poseidon)

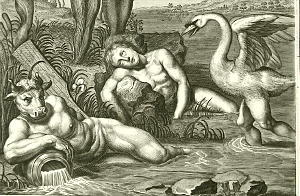
Kyknos (rechts) nach seiner Verwandlung

Kyknos (altgriechisch Κύκνος Kýknos, deutsch ‚Schwan‘, lateinisch Cygnus) ist in der griechischen Mythologie der unverwundbare Sohn des Poseidon und der Kalyke. Spätestens seit Pindar ist Kyknos als König von Kolonai in der Troas bekannt, wo er zu Beginn des Trojanischen Krieges geherrscht haben soll.

## Mythos
Er wurde als Kind von seinen göttlichen Eltern ausgesetzt und von Fischern aufgefunden. Weil ihn Schwäne umkreisten, wurde er fortan Kyknos genannt. 
Mit seiner ersten Gemahlin, Prokleia, hatte er zwei Kinder, Tenes und Hemithea. Nach dem Tod Prokleias wurde Philonome seine zweite Ehefrau. Weil Tenes ihre Avancen abwies, beschuldigte sie ihn der Vergewaltigung. Daraufhin überzeugte sie mit Hilfe eines Flötenspielers Kyknos, seine Kinder in einem Kasten ins Meer zu werfen. Beide blieben aber unversehrt und landeten auf Tenedos, wo Tenes König wurde. Als die Lüge offenbar wurde, ließ Kyknos den Flötenspieler steinigen und seine Frau lebendig begraben. Der Vater fand wieder mit seinen Kindern zusammen.
Gemeinsam mit seinem Sohn zog Kyknos in den Trojanischen Krieg, um auf der Seite der Troer gegen die Griechen zu kämpfen. Als es zum Zweikampf mit dem griechischen Helden Achilleus kam, vermochte dieser Kyknos wegen seiner Unverwundbarkeit durch Waffen nicht zu töten. Schließlich strauchelte Kyknos aber und wurde von Achilleus mit dem Helmriemen erwürgt. Sogleich wurde Kyknos von seinem Vater Poseidon in einen Schwan verwandelt. Kyknos’ Waffen und Rüstung sollen später ein Kampfpreis bei den Leichenspielen für Achilleus gewesen sein.